# 3286 Анатолія
3286 Анатолія (1980 BV, 1978 TK7, 1978 VP14, 1984 AN, 3286 Anatoliya) — астероїд головного поясу, відкритий 23 січня 1980 року.
Тіссеранів параметр щодо Юпітера — 3,351.